# نامليت

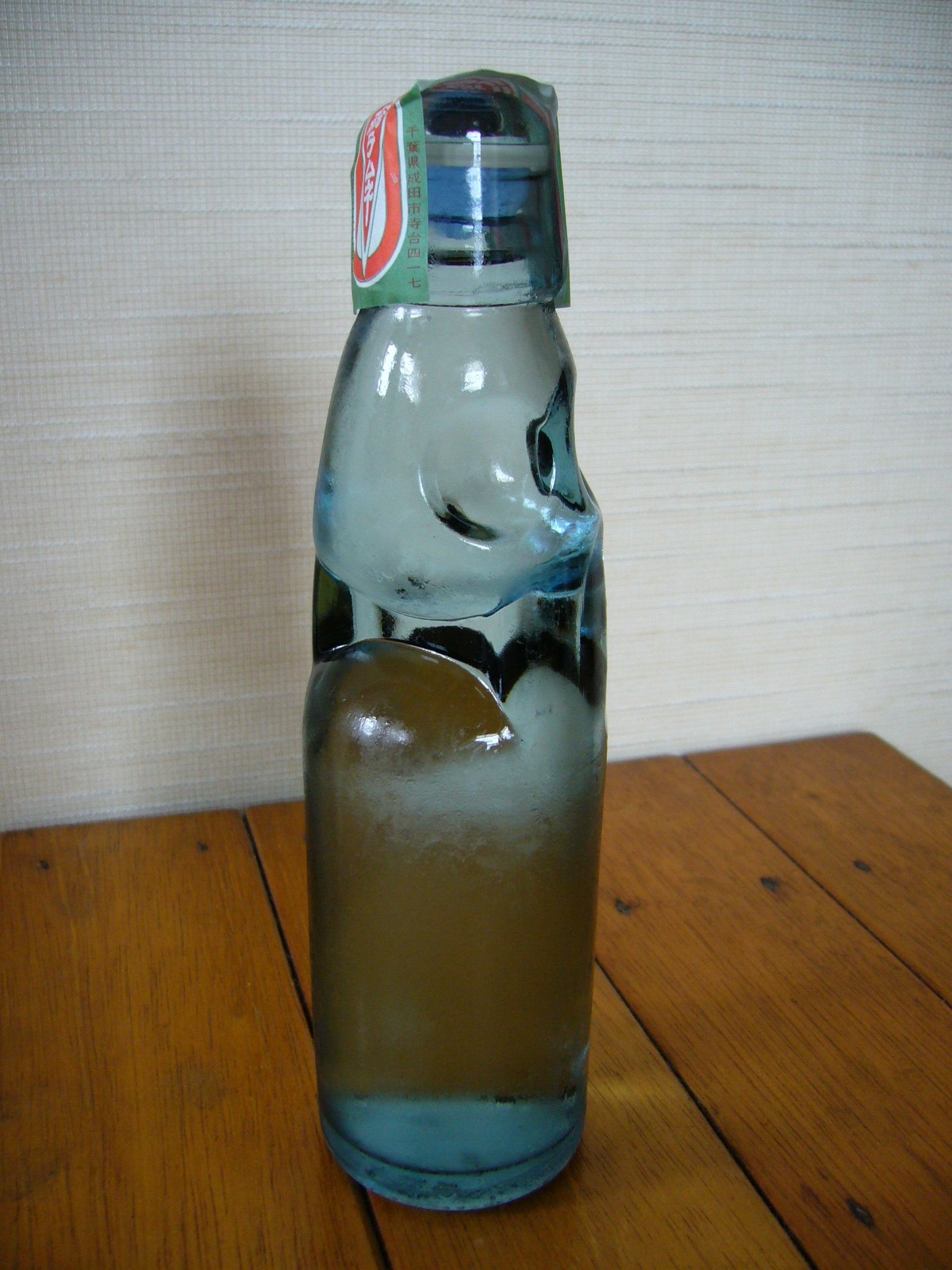

النامليت شراب غازي تراثي في دول الخليج قبل وكان معرفا قبل ظهور المشروبات الغازية الأخرى مثل المشن والستيم ومن ثم المشروبات المعاصرة مثل الكراش والبيبسي والكوكاكولا وغيرها. اسم نامليت هو في الأصل تحريف لكلمة ليمونيت (lemonade) أي عصير الليمون باللغة الإنجليزية وقد تغير إلى (نامليت) بسبب عفوية اللغة العامية.

## أسماء أخرى
يسميه البعض (بوتيلة) وآخرون (طاش ما طاش), المسلسل الكوميدي السعودي الشهير أخذ اسمها من هذا المشروب.

## وصفه وطريقة تصنيعه
هو مشروب بنكهات وألوان مختلفة، من ميزاته الخاصة جداً أن القنينة الخاصة به (غرشة) محشورة في عنقها (تيلة) لا تنزل إلى قاعها ولا تخرج منها وهي التي تسد فتحة القنينة وتمنع خروج المشروب للشرب يجب عليك الضرب على التيلة لتسقط في العنق ومن ثم تتحكم فيها بطرف لسانك كي تشرب.
لتحضيره ما عليك إلا أن تأتي بوعاء معدني كبير (جدر) مليء بالماء وتضعه على النار حتى يصل إلى درجة الغليان بعد إضافة كثير من السكر وقليل من «روح الليمون» أو مركزّ الليمون (الإسنز). ويمكن استخدام مركّزات لفواكه أخرى حسب النكهة واللون. ثم يعبأ المشروب في القنينات يدوياً ويتم تركيبها على الجهاز المستخدم لتعبئة غاز الـ(ستيم) وهو ما يسد فتحة القنينة بالتيلة علماً بأن الجهاز لا يقبل أكثر من 3 قنينات للمرة الواحدة كما يحتاج من الوقت حوالي خمس دقائق ولذلك كان إنتاج النامليت محدوداً ومرتفع السعر مقارنة بالمشروبات المعاصرة له وكان يشربه ميسوري الحال عادة وأحياناً متوسطي الحال في أيام الأعياد فقط.